# 松木勇斗
松木 勇斗（まつき ゆうと、1999年11月26日 - ）は、ラグビーユニオンの選手。

## 来歴
2018年、東海大仰星高校卒業後、龍谷大学に入学。
2021年、龍谷大学ラグビー部の副将に就任。
2022年、横浜キヤノンイーグルスに加入。
2025年5月、横浜キヤノンイーグルスを退団。